# Collégiale Saint-Quiriace de Provins
La collégiale Saint-Quiriace de Provins est une église du XIIe siècle faisant partie du patrimoine historique de la ville de Provins (France).
Elle est dédiée à saint Quiriace ou Cyriaque de Jérusalem, intimement lié aux évènements de l'Invention de la Vraie Croix par sainte Hélène.
Elle présente la particularité de ne jamais avoir été achevée, la réalisation de l’église dans les proportions données au départ étant trop coûteuse.
Elle est située non loin de la tour César.

## Une construction monumentale avortée
Une première basilique avait été fondée par le Comte Eudes II de Blois entre les années 1022 et 1032. Il est fait référence à la collégiale une première fois le texte《 Le privilège de Richer》écrit en 1062.
Un siècle plus tard, la collégiale est devenue trop petite pour accueillir la communauté de chanoines présents.
La liste des comtes de Champagne, Henri Ier Comte de Champagne ou dit《 Henri le Libéral 》décide de faire reconstruire la collégiale sur des bases plus grandes afin de pouvoir réunir en son chœur une centaine d'écclesiasitiques (le clergé Christianisme) vers les années 1160.
La mort d’Henri Ier Comte de Champagne en 1181 laisse la collégiale inachevée, le chœur est toutefois abrité, ce qui permet aux offices de s’y dérouler.
La nef est prévue pour avoir une longueur de huit travées, mais seulement deux seront finalement construites. 
Les difficultés financières du royaume sous le Roi Philippe le Bel feront que la construction restera dans cet état.
Au XVIe siècle, on se résoudra à clore définitivement la nef par une façade percée de deux ouvertures.
La croix érigée à l’autre extrémité du parvis de la collégiale indique l’endroit où aurait dû se situer l’entrée de l’édifice si
les dimensions d’origine avaient été respectées...

## Les travaux ultérieurs
En 1625, la stabilité de la nef est compromise par les ouvertures pratiquées sur la façade. 
Elles seront murées et resteront dans cet état jusqu’à nos jours laissant un air d’inachevé à cette collégiale.
Le bâtiment connaîtra un incendie de sa partie haute en 1662. Le haut de la nef est restauré dans les deux années qui suivent.
La croisée d’ogives sera remplacée par une coupole à tambour sur pendentif. 
Cette coupole sera restaurée successivement en 1773, 1836 et plus récemment, dans les années 1950 pour réparer les dégâts dus à la Seconde Guerre mondiale.
Saint-Quiriace fait l’objet d’un classement au titre des monuments historiques par la liste de 1840.

## Galerie

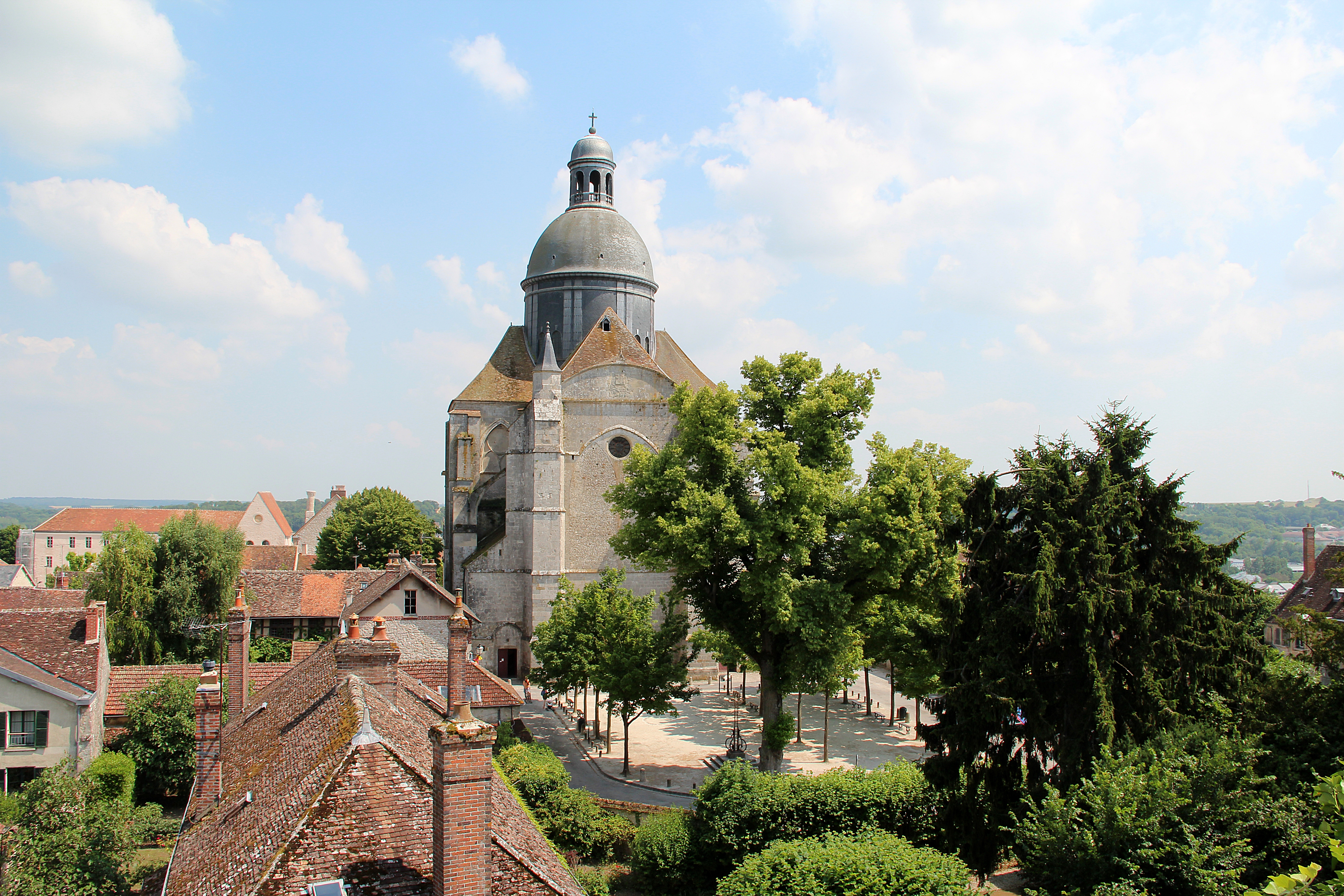
Vue extérieure depuis la tour César.
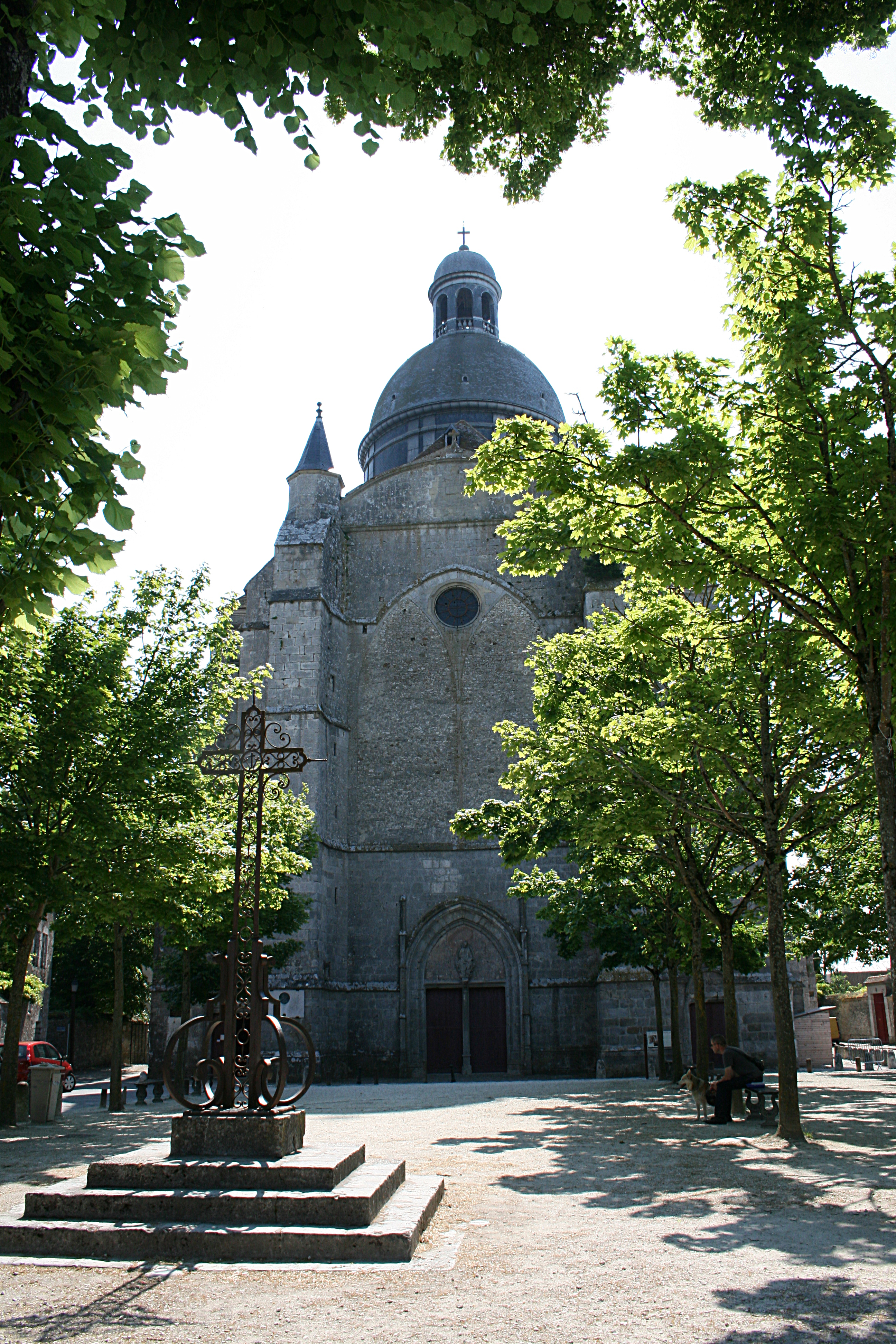
Vue extérieure depuis le parvis.
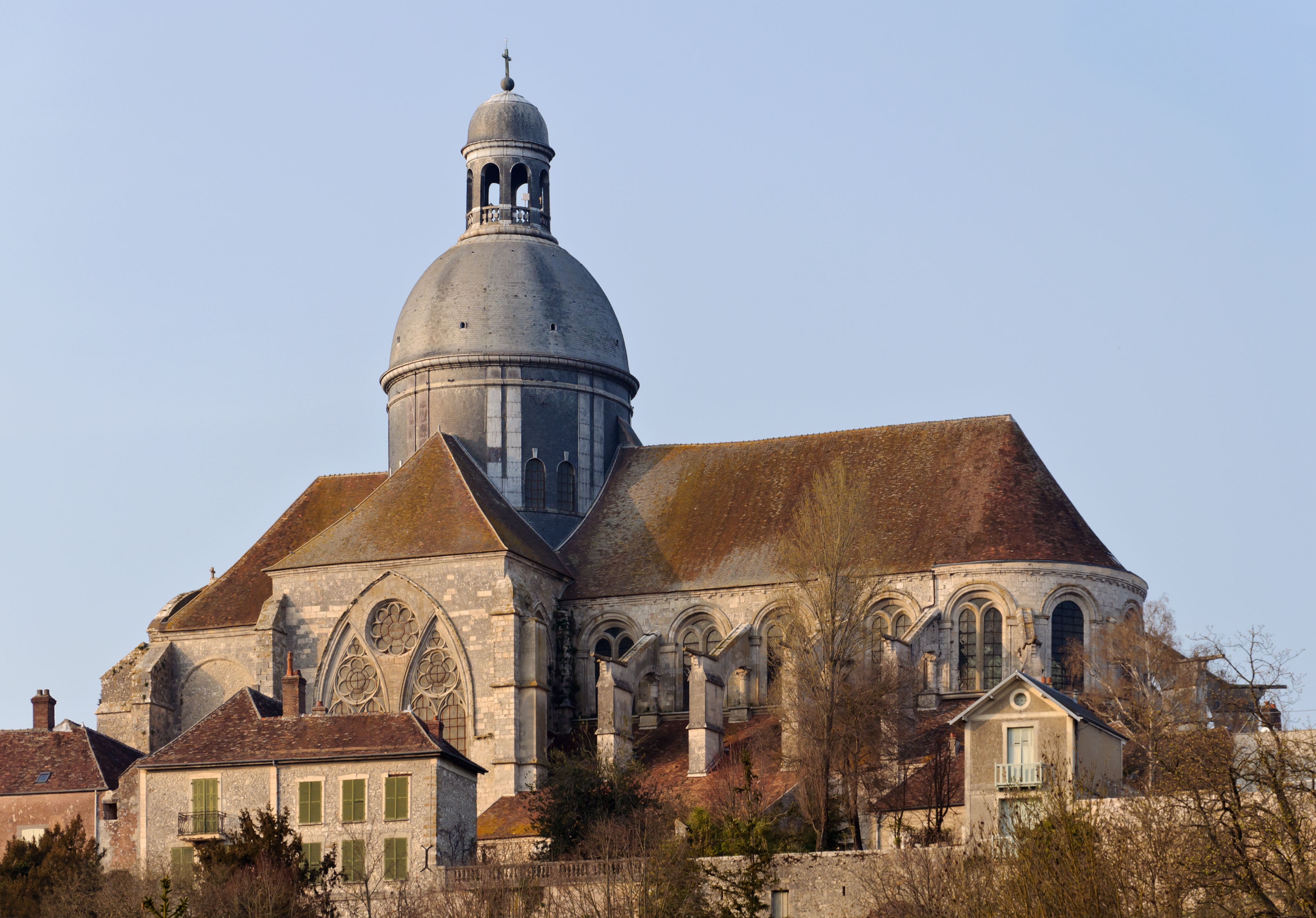
Chevet, bras sud du transept.
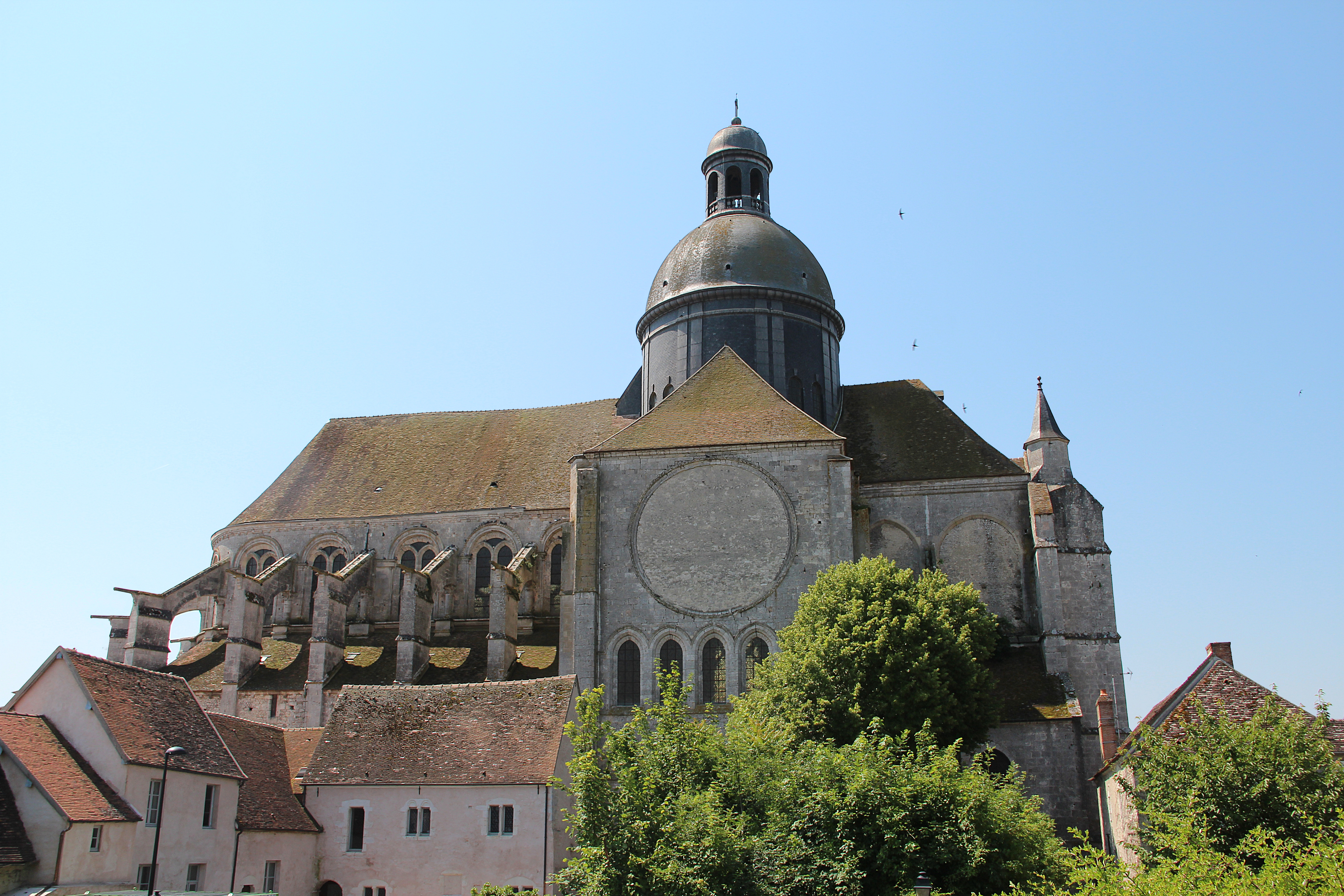
Chevet, bras nord du transept.
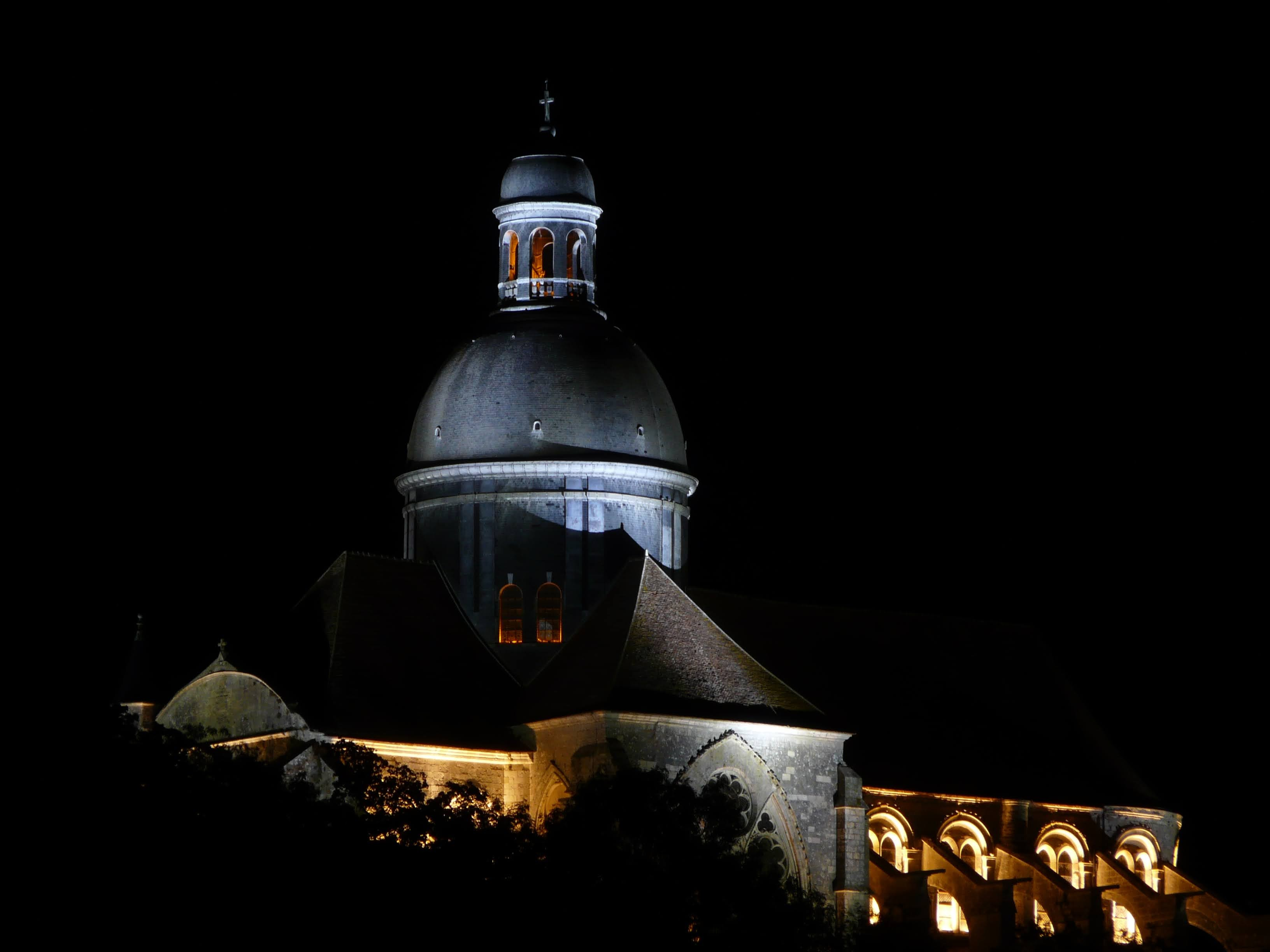
Collégiale Saint-Quiriace de nuit.
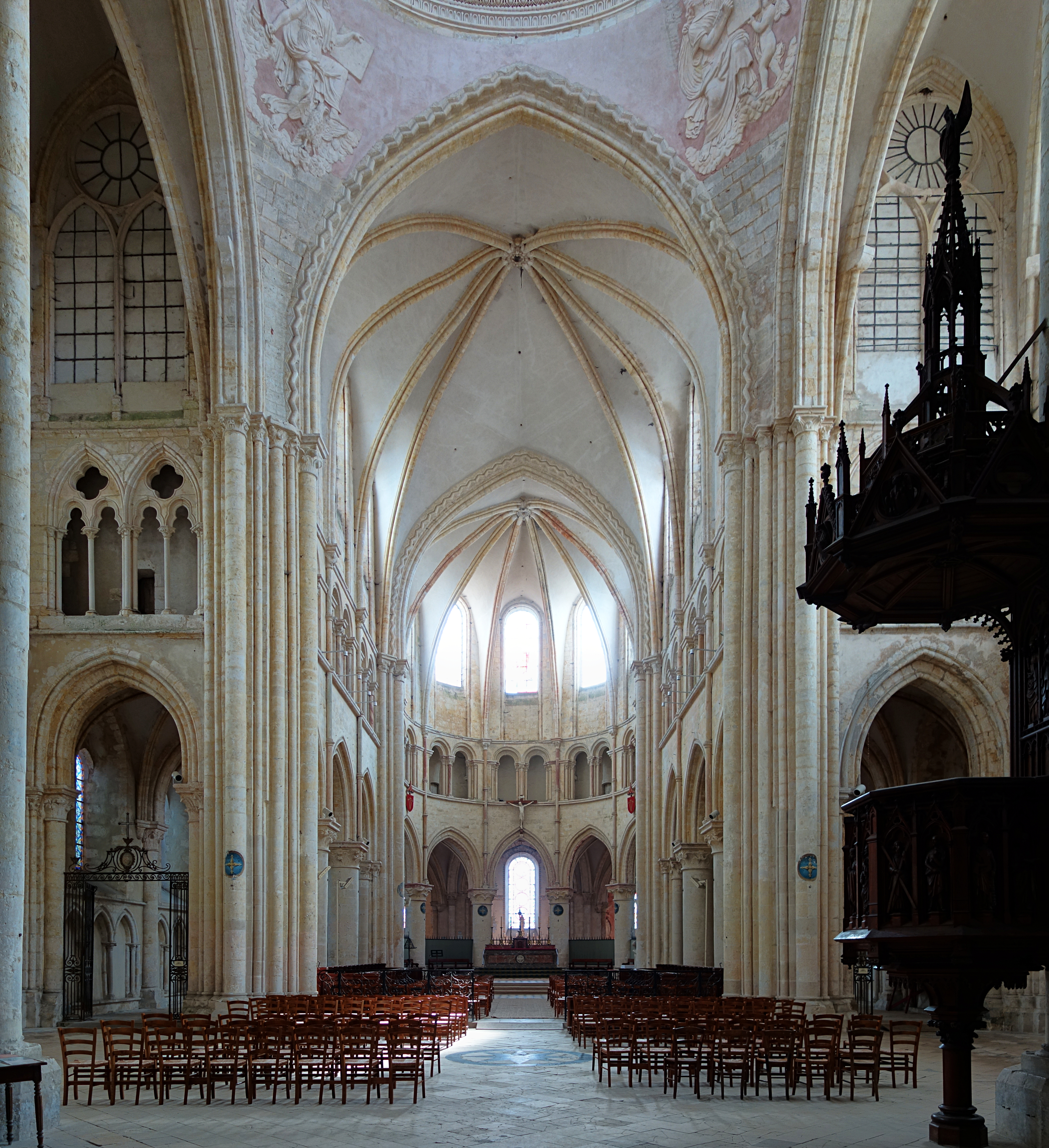
Nef et chœur de la collégiale.
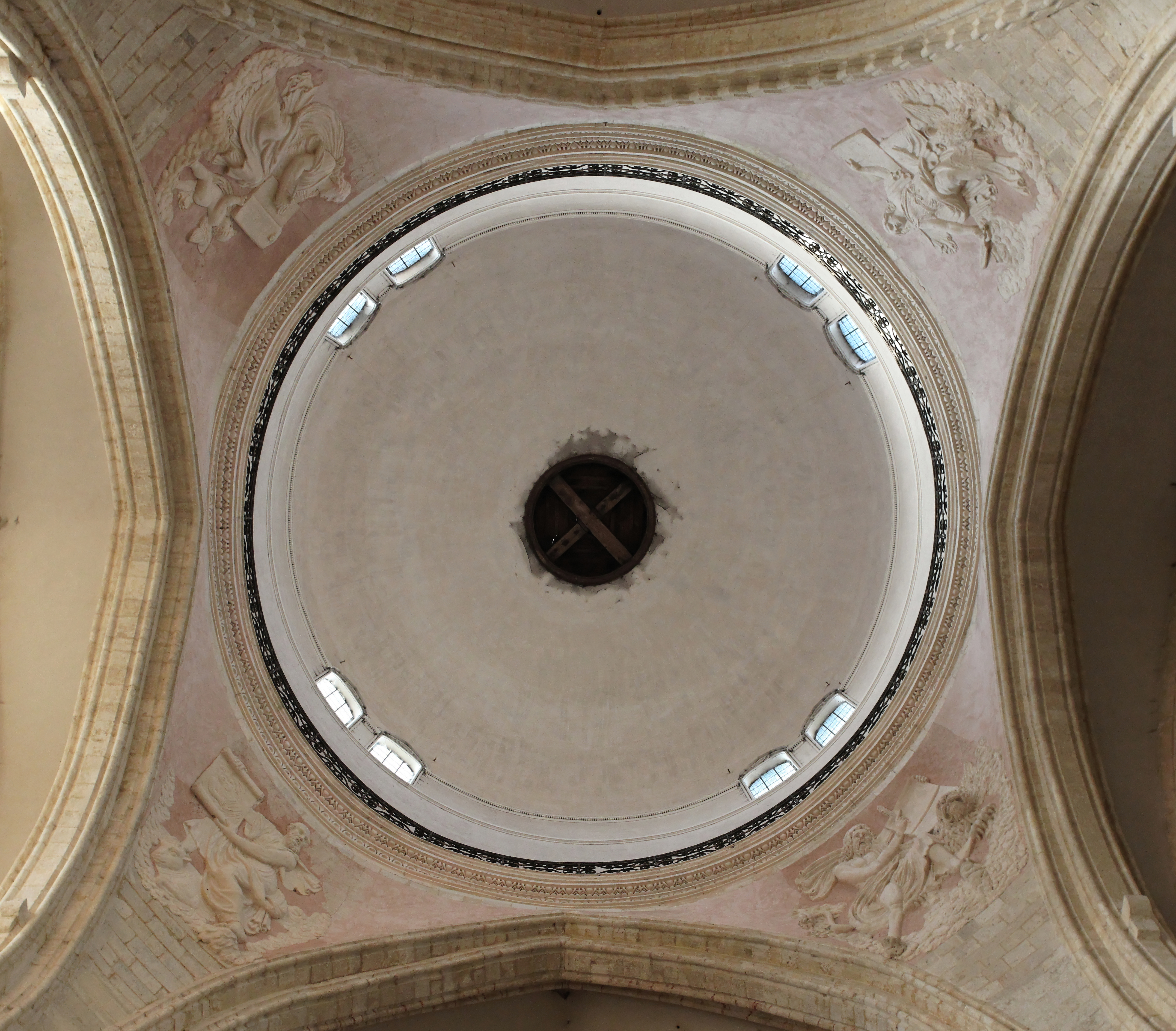
Coupole, avec les quatre évangélistes dans les pendentifs (XVIIe siècle).
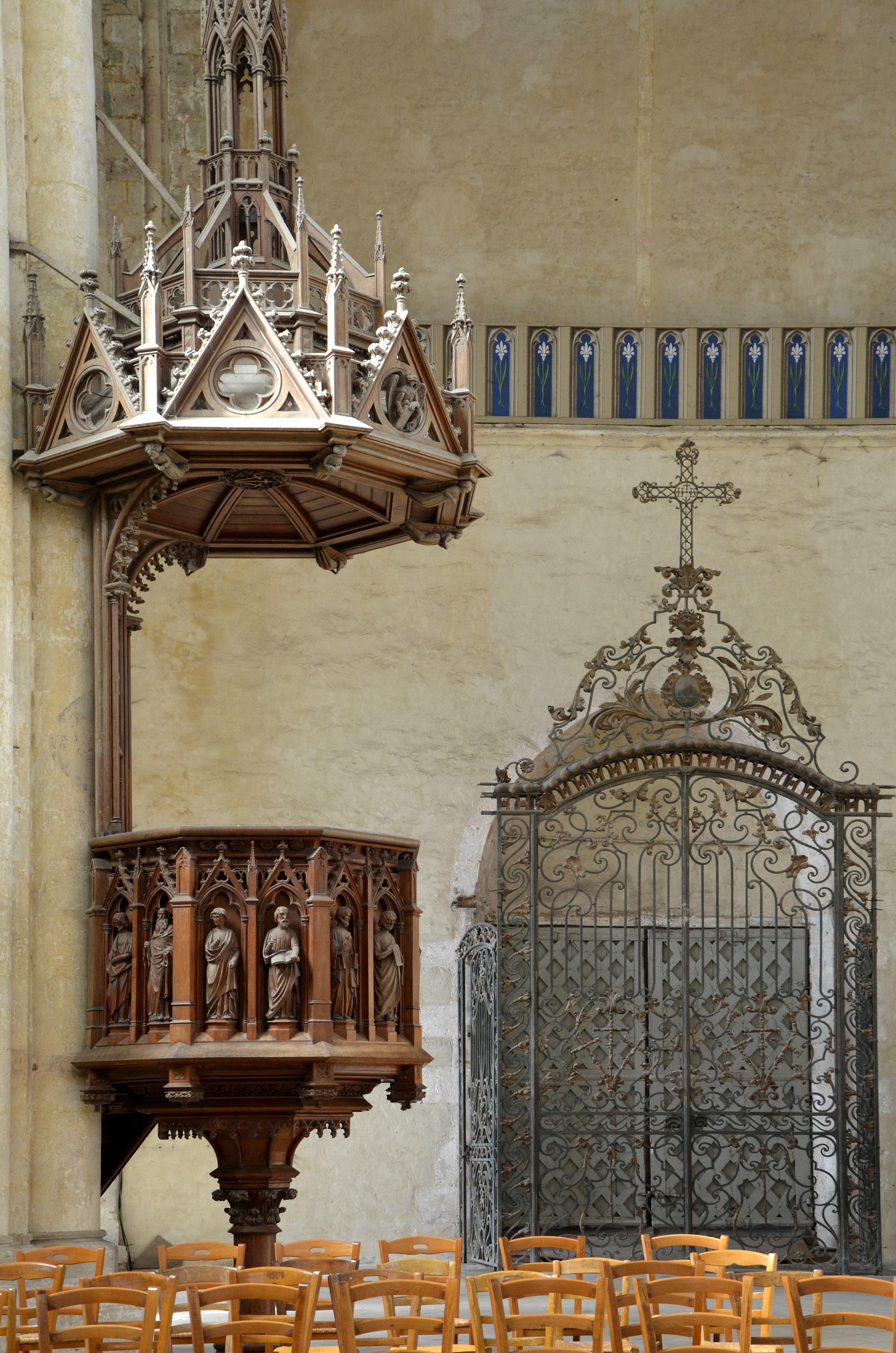
Chaire et ancienne grille de chœur.
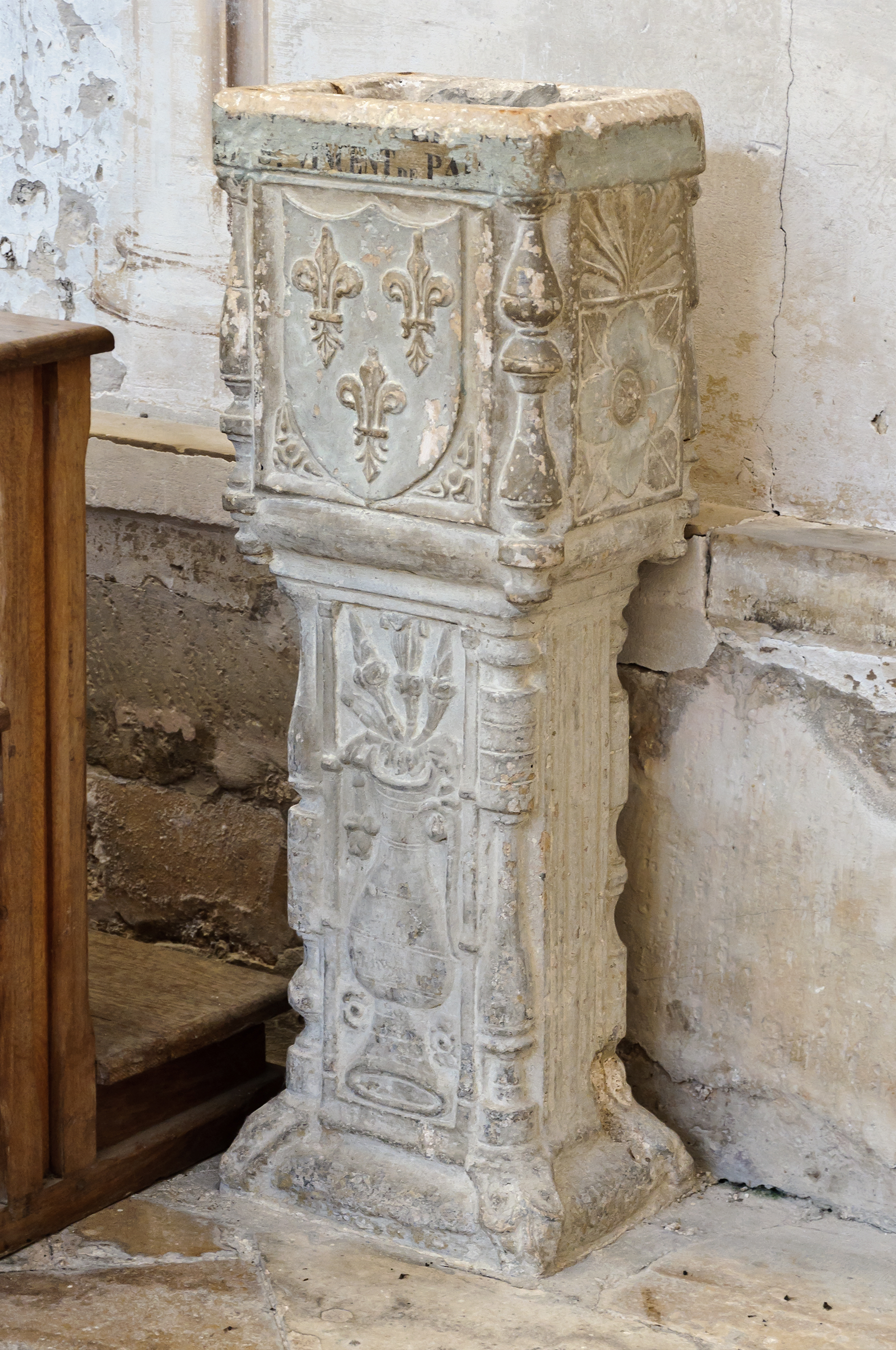
Tronc Renaissance (XVIe siècle).
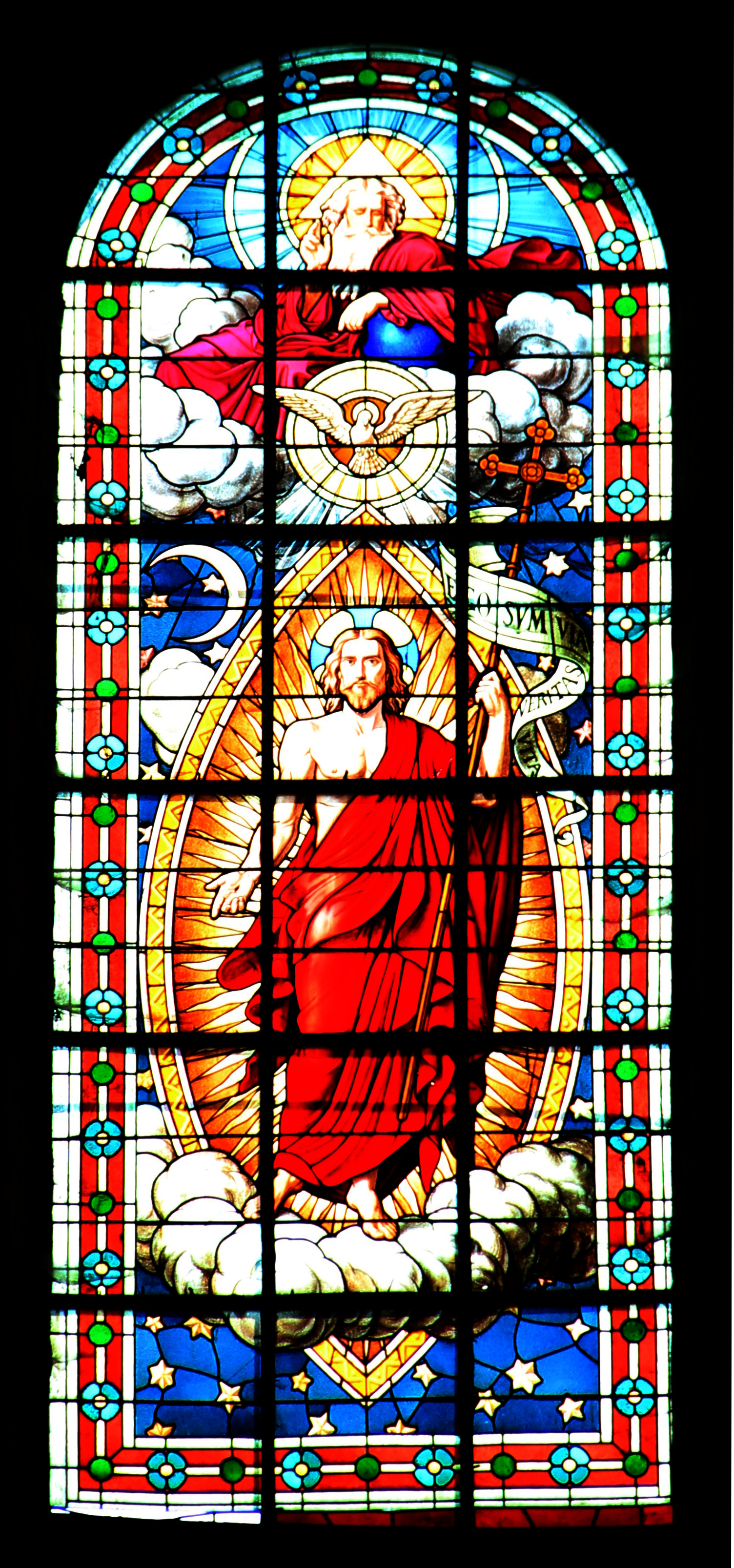
Vitrail du Christ en gloire.
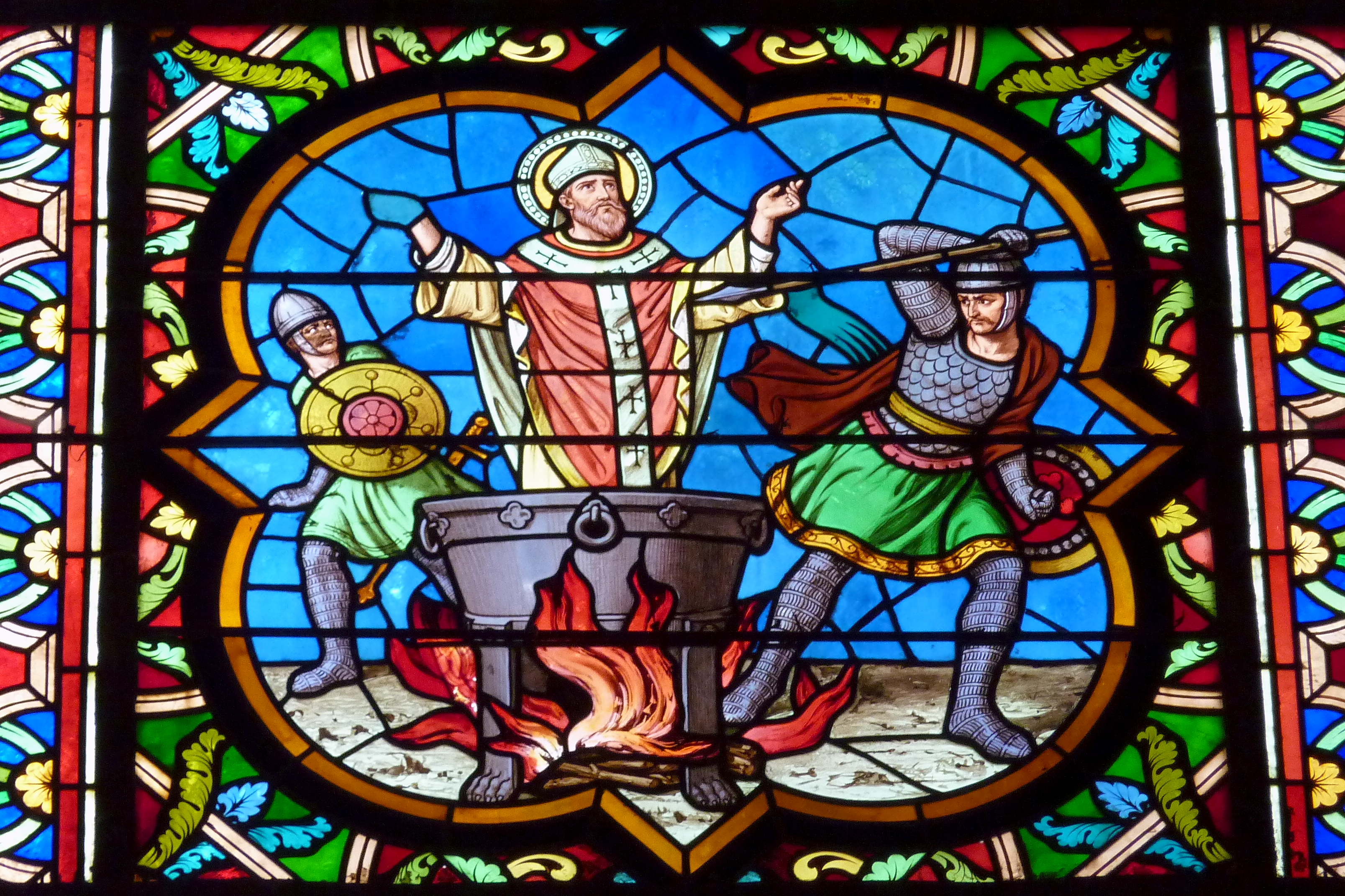
Martyre de saint Quiriace, détail d'un vitrail de la collégiale.

### Œuvres Artistique et cinéma
Le collégiale saint Quiriace de Provins, en décor d’arrière-plan, a fait l'objet d'un tournage pour la série Draculi & Gandolfi de Guillaume Sanjorge.